# Японская фармакопея
Японская фармакопея (яп. 日本薬局方) — официальная фармакопея Японии. Она публикуется Агентством фармацевтики и медицинского оборудования (яп. 独立行政法人 医薬品医療機器総合機構 Dokuritsu-gyōsei hōjin iyakuhin-iryō-kiki-sōgō-kikō). Первое издание было опубликовано 25 июня 1886 года, время от времени выпускались исправления. Текущая редакция — номер 18, выпущена в электронном виде 7 июня 2021 года. Официальный перевод на английский язык находится в стадии подготовки (по состоянию на 6 августа 2021 года).